# 덕교항
덕교항은 인천광역시 중구 덕교동, 용유도 섬에 있는 어항이다. 2006년 9월 8일 어촌정주어항으로 지정되었다. 시설관리자는 인천 중구청장이다.

## 어항 연혁
- 2006년 6월 13일 인천광역시장이 어촌어항법 제17조 규정에 의하여 영종항을 지방어항 지정을 해제하였다.[1]
- 2006년 9월 8일 인천광역시 중구청장이 어촌정주어항으로 지정 고시하였다.[2]

## 어항 구역
덕교항의 어항구역은 다음과 같다.
- 수역(65,000m2): 선착장 출발기점에서 250m를 반경으로 그은 선내구역
- 육역(2,402m2): 덕교동 103-14(제방), 2855(잡종지)

## 어항 시설
- 선착장 191m

## 주요 어종
- 굴, 바지락